# Арабану
Арабану (англ. Arabanoo; 1759, Австралия — 1789, Сидней) — австралийский абориген из народа юра (эора), похищенный британскими колонистами в декабре 1788 года с целью получения знаний о языке и обычаях коренного населения Австралии.

## Предыстория
Король Великобритании Георг III поручил губернатору первой британской колонии на австралийском континенте Артуру Филлипу «приложить все возможные усилия для установления контактов с туземцами и снискать их расположение, предписав всем нашим подданным жить с ними в дружбе и доброте». Основав поселение в Сиднейской бухте, британские колонисты и прибывшие с ними заключённые не смогли наладить контактов с коренным населением, так как ни один абориген не отваживался подойти на близкое расстояние. Взаимодействие аборигенов с поселенцами ограничивалось короткими актами удовлетворения туземцами своего любопытства и созданием помех для рыбаков из числа британских каторжан. В конце 1788 года серия вооружённых стычек между аборигенами и рыбаками-колонистами побудила Филиппа решиться на взятие в плен одного из туземцев, предполагая либо побудить его соплеменников к общению, либо эскалировать ситуацию для её решения силовым путём.

## Ход событий

### Похищение
Арабану, вероятнее всего входивший в состав племени Каймей, был одним из туземцев, которые проявляли любопытство к колонистам со дня основания поселения в Сиднейской бухте. 31 декабря 1788 года британские военные высадились на пляже Мэнли, на котором жили аборигены из племени, и жестами привлекли внимание Арабану и его соплеменника. Они подошли ближе, после чего оба были схвачены британцами, однако, из-за подоспевших на крики туземцев, сородичу Арабану удалось сбежать. Самому Арабану на шею накинули верёвку, благодаря чему его затащили в шлюпку, которая была немедленно атакована другими аборигенами, метавшившими в неё копья и камни, пока в ответ не раздались выстрелы из британских мушкетов.

### Пребывание в плену
Перепуганного Арабану доставили в поселение, где ему присвоили имя Мэнли и поселили во временном брезентовом домике губернатора. Для охраны к нему был приставлен заключённый, а одну из рук заковали в наручник, которому Арабану сперва обрадовался, приняв его за украшение, однако, узнав его реальное предназначение, впал в ярость. В течение первого месяца заключения Арабану вёл себя сдержанно и настороженно, например не называл своего настоящего имени, опасался собак и отказывался бриться и стричь волосы, пока не увидел, как это делают с другим человеком.
С течением времени он стал привыкать к обществу белых людей, сообщил им своё настоящее имя и обучил нескольким словам на своём языке. Смягчению его отношения к европейцам поспособствовал тот факт, что британское поселение находилось в знакомой для него местности, а также путешествие в составе группы английских офицеров в северную часть гавани, которое случилось вскоре после его похищения и во время которого ему удалось сообщить встретившимся на пути аборигенам место своего содержания. В середине февраля 1789 года он был взят на корабль HMS Supply, направлявшийся к острову Норфолк. Оказавшись на палубе, Арабану, испугавшись, прыгнул за борт и попытался нырнуть под воду, однако европейская одежда не дала этого сделать и удерживала его на плаву до тех пор, пока его вновь не подняли на судно.
В неволе Арабану поделился знаниями о языке и культурных обычаях аборигенов с европейцами. Он также проявил некоторые качества, которые произвели положительное впечатление на британцев. Примером таких качеств являлись его вежливое обращение с европейскими женщинами, жившими в поселении, и разделение своей порции еды с детьми колонистов. Кроме того он демонстрировал искреннее отвращение при наблюдении наказания поркой провинившихся заключённых.

### Освобождение
Несмотря на то, что в апреле 1789 года Арабану был освобождён от кандалов, попыток к бегству после этого он не предпринял, а даже, наоборот, больше сблизился с колонистами, в мае того же года встретившись с капитаном Джоном Хантером и попросив у него разрешения подняться на борт корабля HMS Sirius, где он впоследствии отобедал с губернатором Филлипом. Когда корабль вошёл в порт, члены экипажа и Арабану увидели на берегу и в воде множество трупов аборигенов, умерших от эпидемии оспы. Сойдя на сушу, Арабану принял участие в погребении нескольких умерших сородичей и начал ухаживать за двумя выжившими, но тяжело заболевшими оспой детьми. Благодаря его усилиям и вмешательству хирурга Джона Уайта детей удалось спасти, однако сам Арабану во время ухода за ними заразился оспой, от которой умер 18 мая 1789 года.